# Fuku-chan
Fuku-chan (jap. フクちゃん) ist eine Manga-Serie von Ryūichi Yokoyama. Die Yonkoma-Serie erschien von 1936 bis 1971 in japanischen Zeitungen und gehört damit zu den am längsten gelaufenen japanischen Comicstripserien. Während des Zweiten Weltkriegs entstanden drei Filme zu Fuku-chan zu Propagandazwecken und 1982 folgte eine Umsetzung als Anime-Fernsehserie. Die Figur wurde zum Maskottchen der Waseda-Universität.

## Inhalt
Held der Serie ist der fünfjährige Straßenjunge Fukuo „Fuku-chan“ Fuchida, der meist den Menschen in seiner Umgebung Streiche spielt. Wiederkehrende Figuren sind Fuku-chans Freundin Kumi, die Spielkameradin Namiko und ihren jüngern Bruder Kiyo, die frechen Zwillinge Doshako und Garako sowie Ganchan, der stets die anderen Kinder in der Vorschule ärgert.

## Veröffentlichung
Die Figur trat erstmals in Yokoyamas älterer Serie Edokko Ken-chan auf, wo er als schelmischer Straßenjunge mehrfach auftrat und bald beliebter war als die Hauptfigur. Daher startete im Oktober 1936 die Serie Fuku-chan als Ableger im Asahi Shimbun. Sie wurde über den Krieg hinweg publiziert und erst 1971 eingestellt. Während des Krieges wurden einige Änderungen vorgenommen, um der Propaganda zu entsprechen, beispielsweise wurde der Titel um ein „Vorwärts!“ ergänzt. In der Nachkriegszeit wurde der Zeichner von der Zensur für seine Darstellung von Amerikanern mit roten Nasen gerügt.

## Verfilmungen
Eine erste Adaption des Comicstrips als Film wurde 1941 als Fuku-chan no Kishū veröffentlicht. Der Film umfasste eine Filmrolle und war vermutlich ein Erfolg, denn das Marine-Ministerium beauftragte daraufhin die Produktion von zwei weiteren Filmen, die sich um das Leben auf See drehen sollten. Beide Propagandafilme erschienen 1944. Der eine Rolle umfassende Kurzfilm Uwanosora Hakase entstand nach einem Drehbuch von Yokoyama und unter der Regie von Maeda Hajime mit einem 18-köpfigen Team über eine Zeit von acht Monaten. Es war eine Koproduktion des Marineministeriums mit Asahi Eigasha. Der Kurzfilm ist nicht erhalten.
Der zweite der beiden Filme von 1944 ist Fuku-chan no Sensuikan (dt. etwa „Fuku-chans U-Boot“), ein fünf Filmrollen umfassendes Werk, das unter der Regie von Mochinaga Tadahito entstand. Weitere Beteiligte sind nicht bekannt und über die Mitwirkung Yokoyamas gibt es widersprüchliche Angaben. Für die Produktion durfte das Team eine Marinebasis und ein U-Boot besichtigen sowie deren Mannschaft beobachten. Einige der Beobachtungen flossen in den Film ein, beispielsweise in einer Koch-Szene. Für die Produktion wurde eine Multiplan-Kamera konstruiert, konnte wegen des allgemeinen Mangels an Material und Mitarbeitern jedoch nur eingeschränkt eingesetzt werden.
1982 folgte eine Anime-Fernsehserie, die unter der Regie von Mineo Fuji bei Shin-Ei Animation entstand. Die Drehbücher schrieben Masaki Tsuji, Toshiyuki Kashiwakura, Noboru Shiroyama und Hiroko Naka. Das Charakterdesign entwarf Ryuichi Yokoyama. Die 71 je 25 Minuten langen Folgen wurde vom 2. November 1982 bis 27. März 1984 von TV Asahi ausgestrahlt. 

### Synchronisation
| Rolle     | Japanische Stimme |
| --------- | ----------------- |
| Fuku-chan | Chika Sakamoto    |
| Kiyo-chan | Reiko Katsura     |
| Kumi-chan | Yōko Kuri         |

### Musik
Die Musik der Fernsehserie wurde komponiert von Hiroshi Tsutsui. Das Lied des Vorspanns ist Boku, Fuku-chan dai! von Chika Sakamoto.